# Premio Templeton
El Premio Templeton  (cuyo nombre completo, en inglés, es Templeton Prize for Progress Toward Research or Discoveries about Spiritual Realities) es un premio internacional otorgado anualmente desde 1972 por la Fundación John Templeton a las personalidades que contribuyen a la investigación o los descubrimientos de realidades espirituales. 
El premio lleva el nombre de su fundador, Sir John Templeton, un empresario estadounidense de origen británico, nombrado caballero en 1987 por Isabel II en reconocimiento a su labor como filántropo. Hasta 2001 se llamó Premio Templeton para el progreso de la religión y desde 2001 hasta la actualidad se le ha llamado Premio Templeton para el Progreso hacia la investigación o descubrimientos sobre realidades espirituales. Actualmente el premio es entregado por el príncipe Felipe de Edimburgo en una ceremonia que tiene lugar en el Palacio de Buckingham.
El Premio rinde homenaje a una persona viva que haya hecho una contribución excepcional a la afirmación de la dimensión espiritual de la vida, ya sea a través de una idea, descubrimiento, o la práctica de determinadas obras.
Hombres y mujeres de cualquier credo, profesión u origen nacional pueden ser nominados para el Premio Templeton. La distinguida lista de anteriores ganadores incluye a representantes del cristianismo, el judaísmo, el islamismo, el hinduismo y el budismo. Entre ellos hay varios premios Nobel. El Premio ha sido otorgado a físicos, teólogos, ministros, filántropos, escritores y reformistas, por trabajos que han variado desde la creación de nuevas órdenes religiosas y movimientos sociales hasta estudios humanísticos y de investigación sobre los orígenes del universo. 
Algunos galardonados han demostrado el poder transformador de virtudes como el amor, el perdón, la gratitud, y la creatividad. Otros han proporcionado nuevos conocimientos científicos sobre las cuestiones relativas al infinito, en última instancia la realidad, y el propósito en el cosmos. Por último, otros han utilizado las herramientas de las humanidades para proporcionar nuevas perspectivas sobre los dilemas espirituales de la vida moderna. 
En 2009 el Premio Templeton fue dotado con 1.000.000 libras esterlinas (equivalente a 1.117.800 euros). El importe del Premio se ajusta cada año, para que sea superior al del Premio Nobel y es el mayor premio que se otorga a una persona por su mérito intelectual.

## Premiados
- 1972 - John Templeton
- 1973 - Madre Teresa de Calcuta
- 1974 - Roger de Taizé
- 1975 - Sarvepalli Radhakrishnan
- 1976 - Leo Jozef Suenens, cardenal
- 1977 - Chiara Lubich
- 1978 - Thomas F. Torrance
- 1979 - Nikkyo Niwano
- 1980 - Ralph Wendell Burhoe
- 1981 - Cicely Saunders
- 1982 - Billy Graham
- 1983 - Aleksandr Solzhenitsyn
- 1984 - Michael Bourdeaux
- 1985 - Alister Hardy
- 1986 - James McCord
- 1987 - Stanley L. Jaki
- 1988 - Inamullah Khan
- 1989 - Carl Friedrich von Weizsäcker, Lord MacLeod de Fuinary
- 1990 - L. Charles Birch, Baba Amte
- 1991 - Immanuel Jakobovits
- 1992 - Kyung-Chik Han
- 1993 - Charles W. Colson
- 1994 - Michael Novak
- 1995 - Paul Davies
- 1996 - William R. "Bill" Bright
- 1997 - Pandurang Shastri Athavale
- 1998 - Sigmund Sternberg
- 1999 - Ian Graeme Barbour
- 2000 - Freeman J. Dyson
- 2001 - Arthur Peacocke
- 2002 - John C. Polkinghorne
- 2003 - Holmes Rolston III
- 2004 - George F. R. Ellis
- 2005 - Charles Hard Townes
- 2006 - John David Barrow
- 2007 - Charles Taylor
- 2008 - Michael Heller
- 2009 - Bernard d'Espagnat
- 2010 - Francisco José Ayala
- 2011 - Martin Rees
- 2012 - XIV dalái lama Tenzin Gyatso
- 2013 - Desmond Tutu
- 2014 - Tomáš Halík
- 2015 - Jean Vanier
- 2016 - Jonathan Sacks
- 2017 - Alvin Plantinga
- 2018 - Abdalá II de Jordania
- 2019 - Marcelo Gleiser
- 2020 - Francis Collins
- 2021 - Jane Goodall

## Críticas
La Fundación Templeton ha sido acusada de presentar una parcialidad política hacia el conservadurismo. Otra línea de críticas es la proveniente de algunos sectores de la comunidad científica que acusan a la fundación de confundir investigación científica con creencia religiosa. 
Así, el biólogo Richard Dawkins que en su libro El espejismo de Dios se refiere al mismo como "una enorme suma de dinero otorgada [...] generalmente a un científico dispuesto a decir algo agradable sobre la religión.".
Sean M. Carroll, investigador del California Institute of Technology, ha criticado a sus colegas por recibir las becas de investigación Templeton, a pesar de que no apoyaban las creencias Templeton.